# Colletotrichum coffeanum
Espèce
Colletotrichum coffeanum est une espèce de champignons ascomycètes de la famille des Glomerellaceae.
Ce champignon phytopathogène est responsable de l'anthracnose des baies du caféier.